# Orlová
Orlová (deutsch Orlau, polnisch Orłowa) ist eine Stadt im Okres Karviná in Tschechien. Sie liegt in 215 m ü. M. im schlesischen Ballungsgebiet zwischen Ostrava, Karviná und Bohumín.

## Geschichte

### Benediktiner

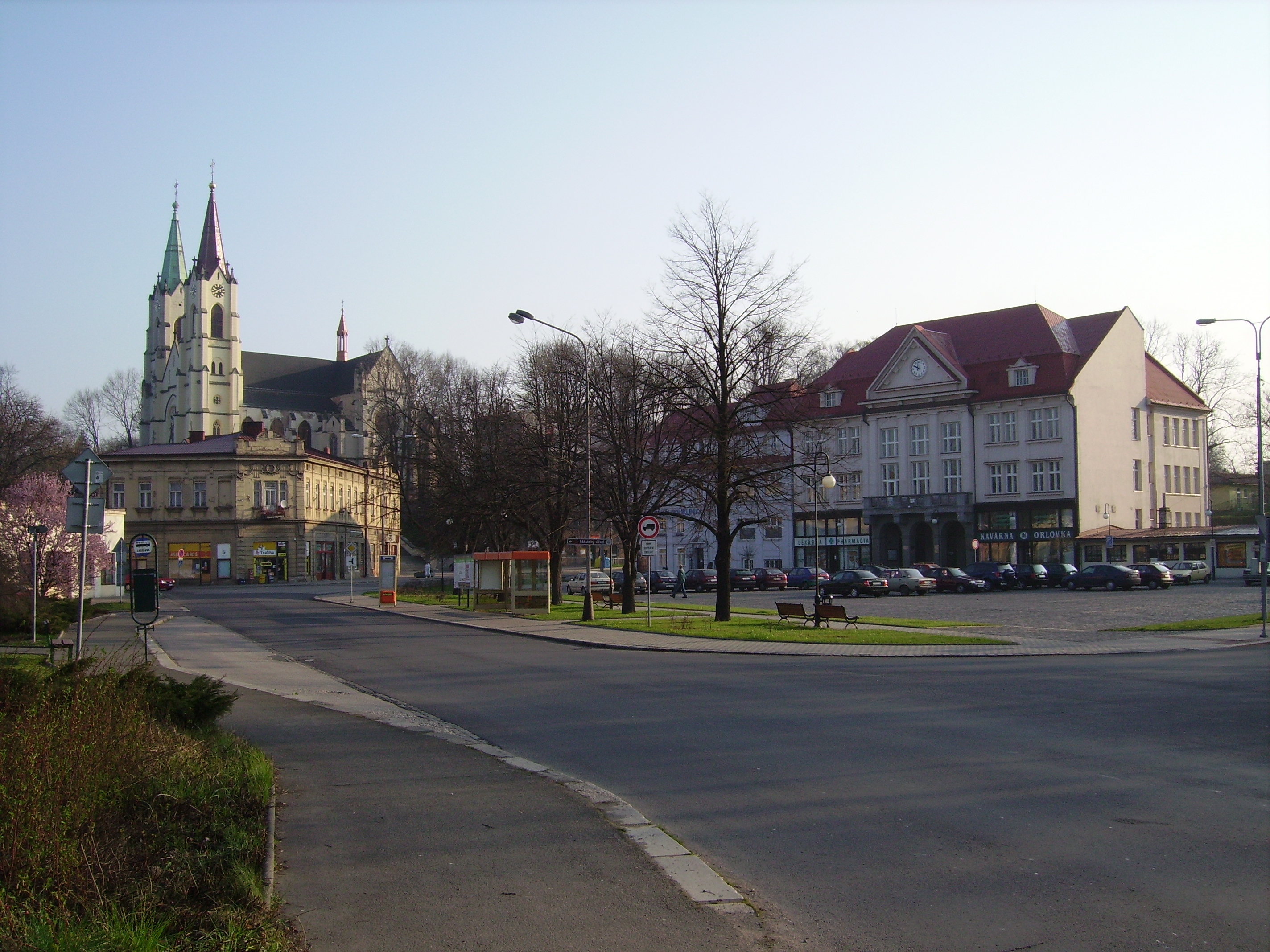
Marktplatz

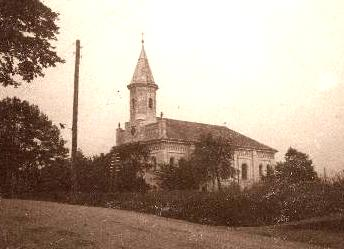
Evangelische Kirche vor 1937

Die erste urkundlich nachgewiesene Erwähnung stammt aus dem Jahr 1223 im Verzeichnis des Breslauer Bischofs Lorenz. Die Gemeinde gehörte damals zur Abtei Tyniec bei Krakau.
Die Benediktiner siedelten sich im Jahr 1268 an und ein Kloster wurde erbaut, durch den sich die Entwicklung des Ortes vor allem im kulturellen und im Bildungsbereich beschleunigte. Die Benediktiner gründeten auch alle heutigen Stadtteile: Lazy, Lutyně (Polnisch Leuten) und Poruba (Poremba) mit Hilfe von Siedlern aus Oberschlesien und Kleinpolen. Seit 1327 bestand das Herzogtum Teschen als Lehensherrschaft des Königreichs Böhmen, seit 1526 gehörte es zur Habsburgermonarchie.
1466 wurde die Ortskirche in Begleitung der Bischöfe Jost II. von Rosenberg von Breslau und Jan Lutkowic von Krakau feierlich eingeweiht und später zum Ziel von Wallfahrten. In der Reformation wurde das Kloster vom Herzog Wenzel III. (Teschen) aufgelöst, aber wurde u. a. von Interventionen von Sigismund I. von Polen und Ferdinand I. von Habsburg zeitweilig verteidigt. Im Jahre 1573 entstand die Freie Standesherrschaft von Freistadt, der das Dorf untertan war, wurde aber 1615 mit Lazy von der Familie Bludowski abgekauft. Im 17. Jahrhundert wurde dann der Sitz des Klosters wieder nach Tyniec bei Krakau verlegt, und der Ort blieb eine kleine landwirtschaftlich geprägte Gemeinde.
In der Beschreibung des Teschener Schlesiens von Reginald Kneifl im Jahr 1804 (meistens Stand aus dem Jahr 1799) war Orlau ein Gut und Dorf im Teschner Kreis, das mit Lazy 122 Häuser mit 870 Einwohnern schlesisch-polnischer Mundart hatte.

### Industrieller Ort
1833 fiel Orlau an die Familie Mattencloit, westfälischer Herkunft. Steinkohlevorkommen wurde zunächst 1817 entdeckt, 1844 stellten die Mattencloit die erste Erlaubnis zur Förderung aus. Der Ort wuchs rasant, besonders nach der Eröffnung der Montan-Bahn (1870) und der Kaschau-Oderberger Bahn (1871).
Nach dem Breslauer bischöflichen Schematismus 1847 gab es 1072 Dorfbewohner (573 Römisch-Katholiken, 464 Lutheraner, 34 Juden) polnischer Sprache. Nach der Aufhebung der Patrimonialherrschaften bildete Orlau ab 1850 eine Gemeinde in Österreichisch-Schlesien, Bezirk Teschen und ab 1868 im Bezirk Freistadt. Derweil nahm die ethnographische Gruppe der schlesischen Lachen (Untergruppe der Schlesier) deutliche Gestalt an, wohnhaft auch in Orlau, traditionell Teschener Mundarten sprechend. Orlau lag jedoch in der Nähe der sprachlichen Grenze zu der mährischen Lachischen Sprache und im Grenzbereich der Wechselwirkungen der tschechischen und polnischen Nationalbewegungen. Die Pfarrer in Orlau, die nach dem Jahr 1718 immer aus dem böhmischen Broumov designiert wurden, förderten oft tschechisches Nationalbewusstsein unter den örtlichen „Wasserpolaken“, auch in den eingepfarrten Gemeinden Lazy, Poremba und Dombrau – und zwar mit Dittmarsdorf, wo ab 1863 der mährische Priester Filip Quitta predigte, dadurch machten sie eine Achse der tschechischen verstärkten Nationalbewegung, die die nationalen Verhältnisse im Freistädter Bezirk verkomplizierte. Nach der Eröffnung der örtlichen Bahnlinie, sowie dem Gründerkrach aus den 1870er Jahren kam dazu in die Gegend eine große Welle von Einwanderern aus Westgalizien, in geringeren Maße aus Mähren. In den österreichischen Volkszählungen in den Jahren 1880 bis 1910 deklarierten viele national unentschiedene Bewohner ihre Umgangssprache abwechselnd jedes Jahrzehnt als Polnisch oder Böhmisch (=Tschechisch).
Im frühen 20. Jahrhundert entflammte allen Ernstes ein nationaler Konflikt zwischen Polen und Tschechen, dessen Kulmination der Polnisch-Tschechoslowakische Grenzkrieg im Jahr 1919 war. Galizier hatten zum großen Teil kein Wahlrecht im Kommunalwahlen, was die Übermacht der Tschechen im Gemeindeamt verursachte. Die Jungtschechen verhinderten lange Zeit das Projekt der Eröffnung der polnischen technischen Schule in Orlau. Ferdinand Pelc, der Vorsitzende des tschechischen Schulvereins schrieb später darüber:

„Es war klar für uns, dass falls wir Orlau verlieren, würde der Schicksal des ganzen Reviers und dadurch des Teschener Raums entschieden. Deswegen muss der polnische Schritt paralysiert werden, sogar mit den größten möglichen Spenden.“

1918, nach dem Zusammenbruch der k.u.k. Monarchie, wurde das Gebiet von Teschen strittig. Am 5. November teilte der Vergleich zwischen polnischen und tschechischen Nationalräten das Gebiet meistens entlang der ethnischen Trennlinien, aber in der Wirklichkeit gemäß der nationalen Verhältnisse in den Gemeindeverwaltungen. Deswegen fiel Orlau schon damals im tschechischen Einflussbereich trotz der Mehrheit polnischsprachiger bzw. polnischer Herkunft.
Im Jahr 1922 war sie bereits eine Stadt mit einer Straßenbahnverbindung, einem Krankenhaus, Museum und Schulen, in denen in mehreren Sprachen (tschechisch, polnisch und deutsch) unterrichtet wurden. Die Industrialisierung schritt voran, und Orlová wurde zu einem reichen Zentrum der Bildung.

### Zwischen den Weltkriegen
Nachdem mit dem Ende des Ersten Weltkriegs die Österreichisch-Ungarische Monarchie zerfallen war, kam die Stadt zur neu gegründeten Tschechoslowakei. Die Nationalitätenverteilung war dabei: 54 % Polen, 27 % Tschechen und 18 % Deutsche. Mit der Eingliederung in die Tschechoslowakei waren die Polen nicht einverstanden und im Januar 1919 gab es deshalb einen zweiwöchigen Grenzkrieg. Das Gebiet nördlich des Flusses Olsa kam danach zu Polen, das südlicher gelegene Orlová blieb aber tschechisch.
Polen benutzte die Abgeschiedenheit der Tschechoslowakei nach dem Münchner Abkommen 1938 und besetzte die Stadt mit dem Olsagebiet. Nachdem ein Jahr später Deutschland am 1. September 1939 Polen überfiel, wurde die Gegend in das Deutsche Reich eingegliedert.

### Nach 1945
Nach dem Zweiten Weltkrieg wurden viele deutsche Bewohner vertrieben. In den 1960er Jahren dachte die kommunistische Regierung zunächst darüber nach, die Stadt wegen der Kohleförderung zu liquidieren. Dazu kam es dann doch nicht. Jedoch wurden damals 2000 Gebäude dem Erdboden gleichgemacht, der Straßenbahn- und Eisenbahnverkehr wurde eingestellt, die Schulen in die umliegenden Städte Ostrava, Karviná und Havířov umgesiedelt. An Stelle des ehemaligen Dorfs Polnischeleuten wurde eine Siedlung für 30.000 Einwohner hochgezogen. Aus dem historischen Stadtkern blieb nur der Torso erhalten.
In Orlová lebte längere Zeit ein Begründer der tschechischen Legion in Italien Jan Čapek. 1910 besuchte Alois Jirásek öfters die Stadt. In Orlová ansässig ist das Atelier Slawinski, Hersteller von Geigen.

## Stadtgliederung
Zu Orlová gehören die Stadtteile Dombrovec, Lazy, Lutyně (Leuten) mit Horní Lutyně (Polnisch Leuten), Město und Poruba (Poremba).

## Söhne und Töchter der Stadt
- Bohdan Warchal (1930–2000), Violinist und Gründer des Slowakischen Kammerorchesters
- Lenka Vaňková (* 1956), Germanistin
- Martina Janková (* 1972), tschechisch-schweizerische Opernsängerin (Sopran)
- Katrin Brzyszkowská (* 2003), Kugelstoßerin